# 로이드 존스
로이드 리처드 존스(Lloyd Richard Jones, 1995년 10월 7일 ~ )는 잉글랜드의 축구 선수이다. 현재 케임브리지 유나이티드 FC 소속으로 뛰고 있으며 포지션은 센터백이다.